# Harry Howard Barton Allan
Harry Howard Barton Allan (Nelson, 27 de abril de 1882 - 1957) foi um professor e biólogio neozelandês.

## Publicações
- New Zealand Trees and Shrubs and How to Identify Them  (1928)
- An Introduction to the Grasses of New Zealand (1936)
- A Handbook of the Naturalized Flora of New Zealand (1940)
- Flora of New Zealand, Vol. 1 (1961)